# 제19회 홍콩 영화 금상장
제19회 홍콩 영화 금상장은 2000년 4월 16일에 열린 시상식이다.

## 수상 및 후보

### 작품상
- 천언만어 - 허안화 수상
- 리틀 청 - 프룻 첸
- 미션 - 두기봉
- 성원 - 데이비드 찬
- 암전 - 두기봉

### 감독상
- 미션 - 두기봉 수상
- 천언만어 - 허안화
- 심동 - 실비아 창
- 목로흉광 - 임영동
- 암전 - 두기봉

### 각본상
- 심동 - 실비아 창 수상
- 반지연 - 엽금홍
- 암전 - Yau Nai Hoi 외
- 리틀 청 - 프룻 첸
- 천언만어 - Kin Chung Chan

### 남우주연상
- 암전 - 유덕화 수상
- 반지연 - 증지위
- 천언만어 - 황추생
- 목로흉광 - 유청운
- 폭렬형경 - 오진우

### 여우주연상
- 폭렬형경 - 나란 수상
- 분소해 - 엽덕한
- 천언만어 - 이려진
- 심동 - 양영기
- 성원 - 장백지

### 남우조연상
- 유성어 - 적룡 수상
- 천언만어 - 사군호
- 리틀 청 - Robby
- 미션 - 임설
- 암전 - 허소웅

### 여우조연상
- 유성어 - 오가려 수상
- 반지연 - 금연령
- 천언만어 - Hee Ching Paw
- 퍼플 스톰 - 조시 호
- 심동 - 금연령

### 신인상
- 성원 - 장백지 수상
- 진심화 - 범문방
- 리틀 청 - Yiu Yuet Ming
- 성원 - 임현제
- 희극지왕 - 장백지

### 촬영상
- 퍼플 스톰 - 황악태 수상
- 목로흉광 - 로스 W. 클락슨
- 반지연 - 포덕희
- 성원 - 마초성 외
- 젠 엑스 캅 - 황악태

### 편집상
- 퍼플 스톰 - 광지량 수상
- 미션 - Chi Wai Chan
- 암전 - Chi Wai Chan
- 젠 엑스 캅 - 장가휘
- 리틀 청 - Sam-Fat Tin

### 미술상
- 심동 - 만림중 수상
- 반지연 - Bing Yiu Wong
- 퍼플 스톰 - 맥국강
- 젠 엑스 캅 - 여가안
- 천언만어 - 풍계휘 외

### 의상&메이크업상
- 퍼플 스톰 - 오리로 수상
- 반지연 - 오리로
- 젠 엑스 캅 - 여가안
- 심동 - 김원혁
- 중화영웅 - Lee Pik Kwan

### 무술감독상
- 퍼플 스톰 - 동위 수상
- 젠 엑스 캅 - 이충지
- 빅 타임 - 성룡
- 미션 - Cheng Ka Sang
- 중화영웅 - 디온 람

### 영화음악상
- 성원 - 피터 캄 수상
- 리틀 청 - Wah-Chuen Lam
- 미션 - 종지영
- 중화영웅 - 진광영
- 퍼플 스톰 - 피터 캄

### 주제가상
- 성원
- 중화영웅
- 반지연
- 리틀 청

### 음향효과상
- 퍼플 스톰 - 증경상 수상
- 폭렬형경 - Liu Ka Man 외
- 목로흉광 - Cheuk Bo Yi
- 젠 엑스 캅 - 증경상
- 중화영웅 - 증경상